# Rhamphichthyidae
Famille
Les Rhamphichthyidae sont une famille de poissons de l'ordre des Gymnotiformes. 

## Liste des genres
Selon FishBase (30 mai 2010) :
- Gymnorhamphichthys Ellis in Eigenmann, 1912
- Iracema Triques, 1996
- Rhamphichthys Müller & Troschel, 1849

## Publication originale
- Regan, 1911 : The classification of teleostean fishes of the order Ostariophysi-Cyprinoidea. Annals and Magazine of Natural History, ser. 8, vol. 8, p. 13-32.